# Drei Berge von Dewa
Die Drei Berge von Dewa (jap. 出羽三山, Dewa sanzan) sind die drei heiligen Berge, die in der alten japanischen Provinz Dewa, im Bandai-Asahi-Nationalpark in der heutigen Präfektur Yamagata liegen: Haguro-san (羽黒山), Gassan (月山 ‚Mondberg‘) und Yudono-san (湯殿山). Gassan und Yudono-san liegen nah beieinander, Haguro-san gut 20 km nördlich.
Die Dewa Sanzan sind vielbesuchte Pilgerstätten. Eine gemeinsame Kapelle zu den drei Bergschreinen steht am Fuß des Haguro-san, wo auch jedes Jahr am 15. Juli ein Fest stattfindet. Für die Yamabushi der bis ins 7. Jahrhundert zurückverfolgbaren Religion Shugendō stellen die Dewa-Berge mit ihren Tempeln und Schreinen eines der wichtigsten Heiligtümer dar. Auch der berühmte Haiku-Dichter Matsuo Bashō war dort.
Der Gassan wurde am 9. Dezember 1972 zum Naturdenkmal erklärt, sowie die Jijisugi (爺スギ, „Großvater-Sicheltanne“, ein 30 m hoher und 8,2 m dicker Baum) und der Sicheltannenpfad zum Haguro-Schrein seit dem 9. Juni 1951. Letzterer wurde am 13. August 1955 zu einem Sonder-Naturdenkmal aufgestuft.

## Drei Berge von Dewa - Dewa Sanzan
Dewa Sanzan bedeutet wörtlich „drei Berge von Dewa“. Diese Berge, die als heilig gelten, sind Haguro-san, Gassan und Yudono-san. Die Berggruppe liegt in der Provinz Yamagata, Tohoku, Japan und im nordöstlichen Teil des Bandai-Asahi-Nationalparks. Die Landschaft zeichnet sich durch außergewöhnliche, wilde Schönheit aus und birgt versteckte Kulturschätze.
- Haguro-san (羽黒山): 414 m
- Gassan (月山): 1984 m
- Yudono-san (湯殿山): 1500 m

Jeder dieser Berge verkörpert eine buddhistische Gottheit und ein Mandala. Die Göttinnen der Drei Bergschreine werden als japanische Inkarnationen buddhistischer Gottheiten angesehen. Der Berg Haguro kann als das religiöses Zentrum der drei Berge bezeichnet werden, da er das ganze Jahr über begehbar ist.

## Pilgerstätten

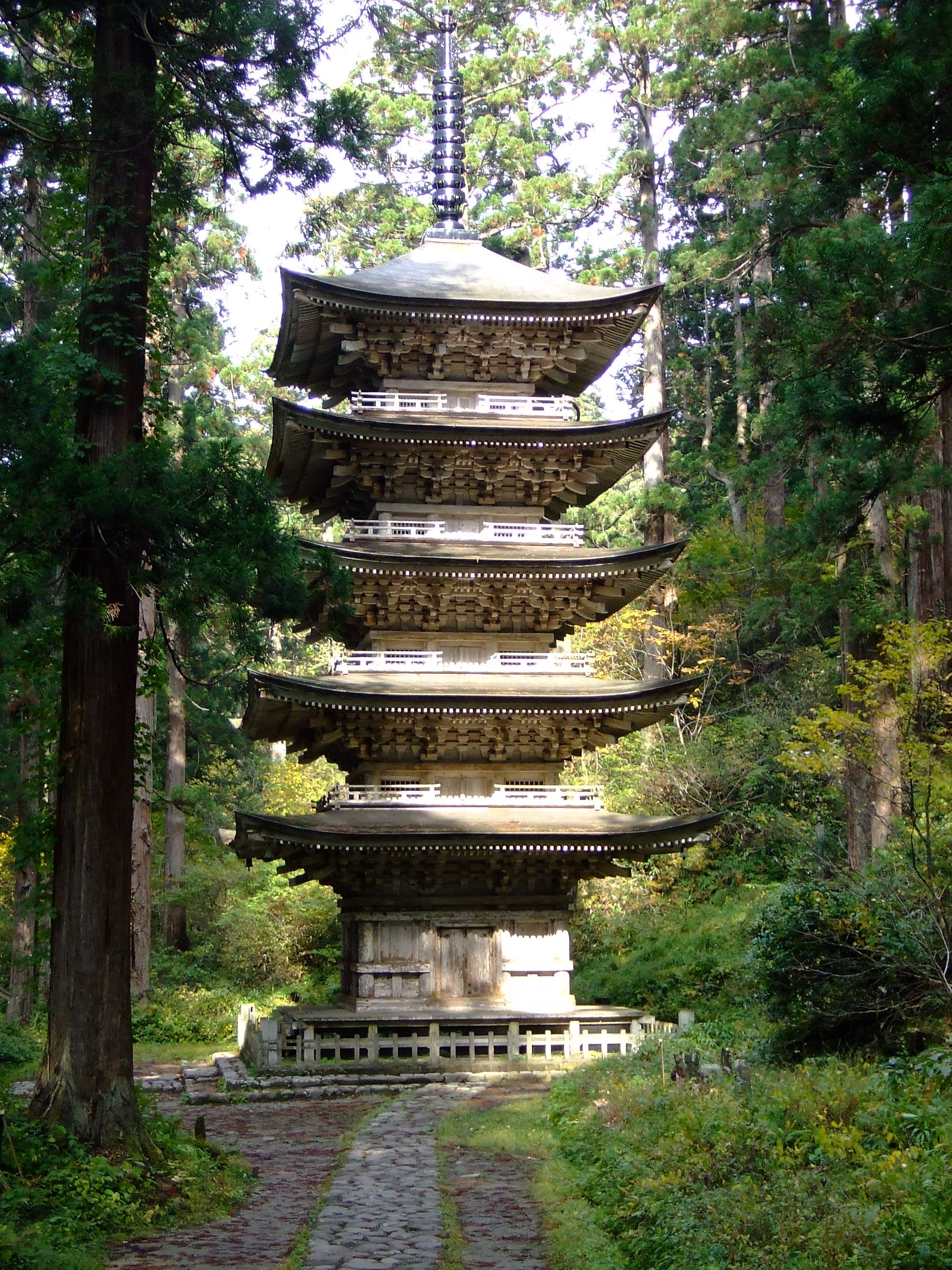
Pagode gojunoto am Haguro

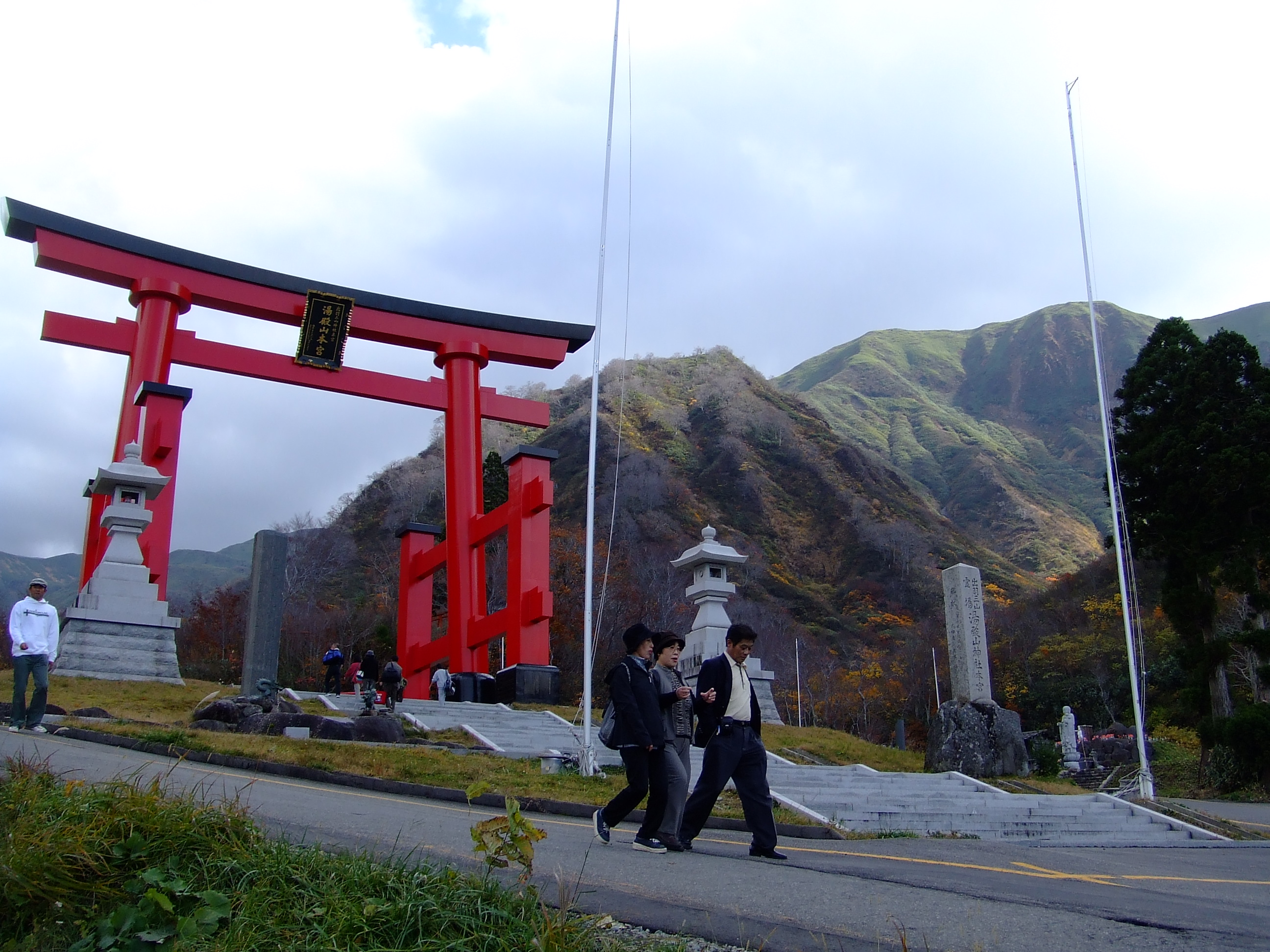
Eingang zum Yudono-Schrein, im Hintergrund die Abhänge des Yudono

Die Dewa-Berge sind die meistbesuchte Pilgerstätte Nordjapans, wobei Togo, ein Ortsteil der Gemeinde Haguro, als Zentrum der Aktivitäten und Pflegestätte des Brauchtums bezeichnet werden kann. Togo liegt am Fuß des ca. 414 m hohen Haguro-san. Seine zum Eingang des Tempelbezirks führende Hauptstraße ist gesäumt von malerischen, mit Stroh bedeckten Häusern, die seit Generationen von den Mitgliedern des Shūgendo bewohnt und als Pilgerherbergen genutzt werden.
In Togo liegt der bedeutende Tempel Koganedo – „Goldene Halle“ –, der den Anstieg zum Haguro-san markiert. Dieser Tempel wurde im Jahr 1193 von Minamoto Yoritomo errichtet, um für eine siegreiche Schlacht zu bitten. Hier befinden sich zahlreiche buddhistische Statuen und Heiligtümer.
Nach der rituellen Reinigung und dem Durchschreiten eines Torii, eines roten Tores, das traditionell einen heiligen Bezirk markiert, betritt der Pilger die längste Treppe Japans mit 2446 Stufen, die ihn schließlich auf den heiligen Berg Haguro führt. Dieser Weg ist gesäumt von uralten Zedern und der fünfstöckigen Pagode gojunoto bzw. gojuto (五重塔), einem nationalen Kulturdenkmal. Die gojunoto wurde 1966 als Nationalschatz Japans eingestuft. Auf dem Gipfel des Haguro befindet sich die Sanjin-gōsaiden (三神合祭殿), heutzutage ein Shinto-Schrein, der die Gottheiten der drei heiligen Berge beherbergt. Dieser Schrein mit einem riedbedeckten Dach ist das größte hölzerne Gebäude Japans.
Angeschlossen an den Schrein ist die Pilgerherberge namens Saikan (斎館). Von hier bietet sich nach Westen ein herrlicher Ausblick auf die Shōnai-Region und die Küste des Japanischen Meeres. Nach Osten liegen die Berge Gassan und Yudona-san, die der Pilger von hier aus begeht. In der Saikan werden die typischen shōjin ryōri, Pilgergerichte serviert, die aus Kräutern des Waldes, Tofu und Reis bestehen. Diese vegetarische Speise dient der physischen und mentalen Reinigung des Pilgers.
Auf den drei Bergen befinden sich Shintō-Schreine des Bergasketen-Kults Shugendō, Dewa-sanzan-jinja (出羽三山神社):
- der Gassan-jinja (月山神社) auf dem Gassan ist dem Mondgott Tsukiyomi no Mikoto und
- der Yudono-san-jinja (湯殿山神社) auf dem Yudono-san ist dem Berggott Ōyamatsumi no kami gewidmet. Das Heiligtum ist ein Fels, der nicht von einem Schreingebäude umfasst ist, sondern frei steht und Ursprung einer Heißen Quelle ist.
- Der Ideha-jinja (出羽神社) auf dem Haguro-san beherbergt die lokale Göttin Ideha no kami.